# Попешть (Драгомірешть, Васлуй)
Попешть, Попешті (рум. Popești) — село у повіті Васлуй в Румунії. Входить до складу комуни Драгомірешть.
Село розташоване на відстані 260 км на північний схід від Бухареста, 25 км на захід від Васлуя, 64 км на південь від Ясс, 138 км на північ від Галаца.

## Населення
За даними перепису населення 2002 року у селі проживали 404 особи, усі — румуни. Усі жителі села рідною мовою назвали румунську.